# Strada Franceză
La strada Franceză (rue Française) est une voie de Bucarest, dans le vieux centre, célèbre pour être celle où se situe la Curtea Veche, lieu construit par Vlad III l'Empaleur. 

## Situation et accès
Commençant à partir de la Calea Victoriei, l'avenue de la victoire, la Strada Franceză réalise une ligne droite d'ouest en est parallèlement à la Splaiul Independenței jusqu'à la Piața Sfântul Anton. À partir de ladite place, elle se dirige plein sud pour rejoindre la Splaiul Independenței.

## Historique
Documentée pour la première fois en 1649, sous le nom de « Uliţa Curii », l'artère apparaît, dans un document de 1659, sous le nom de « Uliţa Domnească ». Par la suite, elle sera appelée, selon le plan de 1789, « Uliţa Işlicarilor » avant de prendre le nom de « Uliţa Franceză », puis en 1878, elle devient « strada Carol ». En 1949, elle acquiert, par moquerie, le nom de « strada 30 decembrie », date qui marque la disparition de la monarchie (abdication du roi Michel Ier le 30 décembre 1947). 
Après 1989, elle s'appelait « strada Iuliu Maniu », avant de retrouver, en 2007, nom traditionnel, « strada Franceză ».
La rue est principalement bordée de maisons datant du XIXe siècle, en raison d'un grand incendie qui s'est déclaré ici en 1847 et qui a détruit une grande partie de Bucarest.

## Bâtiments remarquables et lieux de mémoire
- la Curtea Veche, l'ancienne cour princière, comprenant notamment, le Musée de la Curtea Veche et l'église de la Curtea Veche.
- l'église Saint-Antoine